# 松山城 (武蔵国)
松山城（まつやまじょう）は、埼玉県比企郡吉見町大字南吉見字城山（武蔵国横見郡松山）にあった日本の城。別名武州松山城・武蔵松山城。
2008年（平成20年）、「比企城館跡群」の一つとして国の史跡に指定された。

## 歴史・沿革

### 築城
室町時代の応永6年（1399年）に上田友直によって本格的に築城されたとされる。他にいくつかの築城にまつわる伝説が伝えられているが、これは伝説の項に記述する。

### 戦国時代
室町時代から戦国時代にかけては、武蔵国中原の要衝として、関東の諸勢力による激しい争奪戦が展開された。松山城を築城したと考えられる上田氏は当初扇谷上杉氏に部将として属したため、この城は東方の下総国古河に本拠を構える古河公方および北方の上野国から武蔵国中央部への進出を狙う山内上杉氏に対する前線拠点として機能した。
後に北条氏の勢力が相模国から武蔵国に伸張してくると、扇谷上杉氏と山内上杉氏・古河公方の三勢力の間で和睦が成立し、南方より侵攻してくる北条氏に対する拠点となった。天文6年（1537年）には河越城が北条氏綱によって攻め落とされ、さらにその余勢を駆った北条勢によって松山城も攻撃を受けたが、城主難波田憲重らの活躍で撃退に成功した（松山城風流合戦）。この結果、松山城は河越城を失った上杉朝定の居城となり、威信をかけた拡張工事が行われた。しかし天文14年（1545年）、河越夜戦での河越城奪還の失敗と朝定および難波田憲重の敗死によって扇谷上杉氏が滅亡すると、松山城は北条氏康の手に渡った。同年に難波田憲重の婿であった上杉方の太田資正が奪回し、同じく縁戚であった上田朝直が城代になるものの、その上田朝直が北条氏に寝返ったため再び北条方の城になった。なお、太田資正は北条方との戦いで実子を失っていた難波田憲重の婿養子として松山城主の地位を継承していたとする説があり、その後実家の太田氏の家督を継いで岩槻城に帰還したものの、引き続き松山城の城主としての立場を主張することになったとされている。
永禄4年（1561年）、上杉謙信が奪取して岩槻城主の太田資正を城代にする。しかし、永禄6年（1563年）に北条氏康と武田信玄の連合軍の攻撃の前に再び陥落、北条氏のもとに戻った(生野山の戦い)。この合戦の影響が房総にも飛び火して第二次国府台合戦へと発展した。この合戦以後松山城は一時北条氏の直轄となったものの、元亀年間以後は一貫して北条氏家臣団に組み込まれた上田氏の居城となり、同氏は松山領と呼ばれる比企地方一帯を支配下に置いた。

### 安土桃山時代
天正18年（1590年）には、豊臣秀吉による小田原征伐が行なわれた。城主上田憲定は小田原城に籠城したため、代わって山田直安以下約2,300名が松山城に籠城、前田利家・上杉景勝の軍を主力とする大軍に包囲されて落城した。当時の豊臣方の陣容を描いた布陣図には、真田昌幸・直江兼続らの名前も見える。
徳川家康の関東入国とともに、松平家広が入城して松山藩を立藩。慶長6年（1601年）に跡を継いだ松平忠頼が浜松藩に移封されると空城になった松山城は廃城となり、この地域は川越藩の藩領となった。家広の入城から廃城までの時期に交通の便が考慮され、搦手にあたる城下町（松山本郷方面）と城域を隔てていた市野川に橋が架けられたとされる。本来ここは松山城防衛の要となる方角であり、争奪戦の相次いだ北条氏時代までは橋が存在しなかった。

### 江戸時代
幕末の1867年（慶応3年）になると川越藩主であった松平直克が前橋藩に移封となり、飛び地となった比企・入間地域6万石余を統治するための拠点が必要になったが松山城は使用されず、西に約1.7キロメートル離れた平地に松山陣屋が設置された。

## 構造
ふもとをめぐる市野川を天然の堀として利用して丘陵上に建てられた平山城。その天然の要害から不落城とも言われた。西側の市野川をはさんで対岸にあたる比企郡の松山本郷（現在の東松山市）は平地になっており、城下町が形成された。
大正14年（1926年）に「松山城址」として県の史跡に指定された城郭西部の約16ヘクタールに、高低差と大規模な空堀を利用した技巧的な曲輪が集中する。この部分は通称「城山」と呼ばれ、山頂の本丸から東方向の尾根に沿って二の丸、春日丸、三の丸が梯郭式に配置され、その周囲を帯曲輪や腰曲輪が囲む構造。これらの曲輪は、基本的に低い土橋によって連結されている。

## 考古資料

### 遺構
「城山」には空堀の遺構が良好に保存されており、城郭主要部の面積の50パーセント余りにも上る部分を空堀が占めるという特徴的な縄張りを充分に観察することができる。
大正年間の史跡指定に漏れた城郭中央部には、軍勢の駐屯に適した大規模で単純な構造をした曲輪が築かれていたが、関越自動車道造成のため昭和45年（1970年）に行なわれた採土によって遺構が失われた。現在この場所は武蔵丘短期大学の敷地となり、同短大の建物とグラウンドが存在する。

### 発掘調査

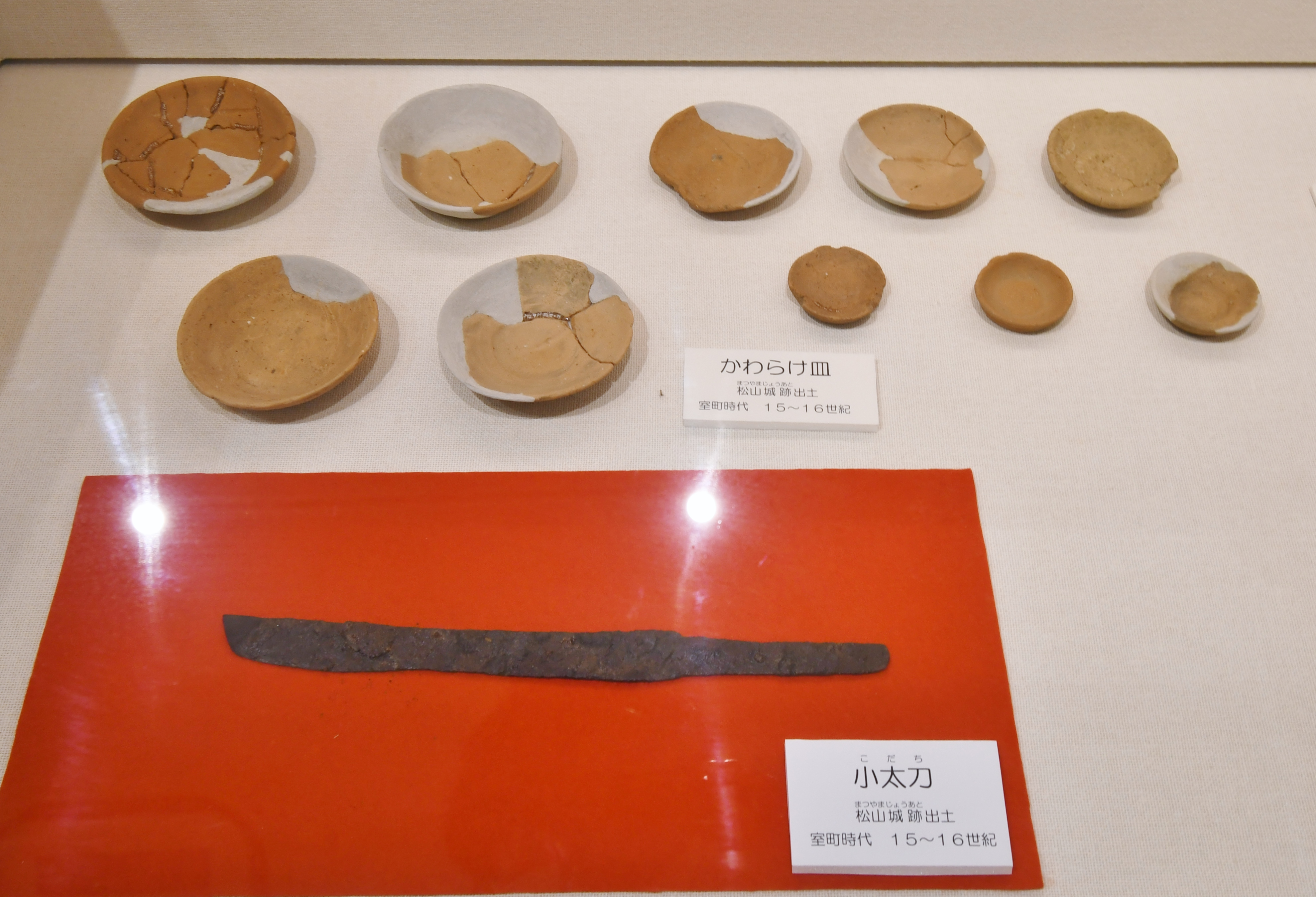
出土品（吉見町埋蔵文化財センター展示）

松山城では発掘調査が今までに2回実施されている。
一次調査は平成15年（2003年）11月18日から同年12月24日に「惣曲輪（そうぐるわ）」で、二次調査は平成16年（2004年）5月19日から同年7月14日に「本曲輪」で実施された。調査の結果、火災が生じ（炭化物や焼土や被熱した土器の検出により判明）、その後に盛り土による造成（造り替え）が行われていることが惣曲輪では最低でも1回、本曲輪では最低でも2回あることがわかった。しかし、火災や造成の年代は今のところ特定されるには至っていない。出土遺物の年代は惣曲輪と本曲輪の両方とも、15世紀後半から16世紀中頃のものが多く、後北条氏段階の16世紀後半のものは少なかった。

## 民俗資料
激しい争奪戦の舞台となった松山城には、いくつもの伝説的口碑が残されている。ここでは主に史実としての確認が取れない伝説を記述するが、今後の研究により史実として確認される場合も考えられる。

### 築城にまつわる伝説
- 小野篁の居館が置かれたとする説：陸奥守に任官した父岑守に従って下向する途中、当所に一時居住したとされる。隣接する地域に篁の子孫を称する横山党の大串氏が存在したために産み出された口碑であると考えられる。なお、岑守の陸奥守任官は弘仁2年（811年）である。
- 平信清の築城であるとする説：淳和天皇の第2皇子であった信清は賜姓平氏。武蔵国秩父郡と足立郡を領したことが確認されているが、比企郡・横見郡に関しては資料が無い。
- 源経基の築城であるとする説：松山城から直線距離でおよそ8km東の箕田郷大間村（現在の鴻巣市大間）に経基の館址が遺る。天慶の乱時の天慶2年（939年）、足立郡司武蔵武芝と対立した経基が松山に布陣したとされる。
- 源頼信の築城であるとする説：経基の孫にあたる頼信が、甲斐守在任時の長元3年（1029年）に平忠常の乱を鎮めた際、武蔵国に進出して松山に築城したとされる。
- 新田義貞の築城であるとする説：正慶2年（1333年）、後醍醐天皇の宣旨を奉じた義貞が鎌倉に向かう際に当地松山に築城したとする説。当時新田軍が通過したのは、松山より西方の鎌倉街道上道であることがほぼ判明している。

### 攻防戦にまつわる伝説
- 白米城伝説：厳しい包囲戦が繰り広げられた城にしばしば遺されている伝説。既に貯蓄しておいた飲料水が尽きたことを攻撃側に悟られぬよう、兵糧米で馬を洗って遠目に見る攻撃側の目を欺いたとされる[2]。
- 武田信玄による「もぐら戦法」：永禄6年（1563年）の攻防戦の際、北条軍とともに攻め寄せた武田軍が、鉱業技術者である「金山衆」を動員して城山に坑道を掘って爆破作戦を実行しようとしたとするものであるが、地元ではほとんど知られていない[3]。隣接する吉見百穴と同じく凝灰岩質の岩山の上に立地する松山城だけに、実現は不可能ではない。

## 史跡指定
菅谷館跡（嵐山町）、杉山城跡（嵐山町）、小倉城跡（ときがわ町・嵐山町・小川町）とともに「比企城館跡群」の名称で国の史跡に指定されている。2008年（平成20年）3月28日、すでに国の史跡に指定されていた菅谷館跡（1973年指定）に、松山城跡、杉山城跡、小倉城跡を追加指定し、指定名称を「比企城館跡群」に改めたものである。

## アクセス
- 東武東上線東松山駅東口から「HM-11,HM-13系統：免許センター」ゆきバス5分「百穴」バス停より徒歩2分。
- あるいは東武東上線東松山駅から徒歩25分。